# Синютина, Анна Валерьевна
Анна Валерьевна Синютина (23 июня 1988) — российская футболистка, полузащитница. Выступала за сборную России.

## Биография

### Клубная карьера
В начале карьеры выступала в высшей лиге России за клубы ЦСК ВВС (Самара), «СКА-Ростов» и «Лада» (Тольятти). В составе «Лады» в нескольких матчах играла на позиции вратаря.
С 2010 по 2021 год выступала за «Рязань-ВДВ», в составе клуба провела почти 200 матчей в чемпионатах России. Становилась чемпионкой (2013, 2018), серебряным (2017) и бронзовым (2012/13, 2014, 2016) призёром чемпионата, обладательницей (2014) и финалисткой Кубка России. Принимала участие в матчах еврокубков.

### Карьера в сборной
Неоднократно вызывалась в расширенный состав национальной сборной России, однако в официальных матчах вышла на поле только два раза в феврале 2014 года в играх против сборной США.
В составе студенческой сборной России принимала участие в Универсиаде 2013 года, где россиянки заняли девятое место. Сыграла на турнире все 6 матчей, забила 4 гола и стала лучшим бомбардиром сборной России.